# 科拉河

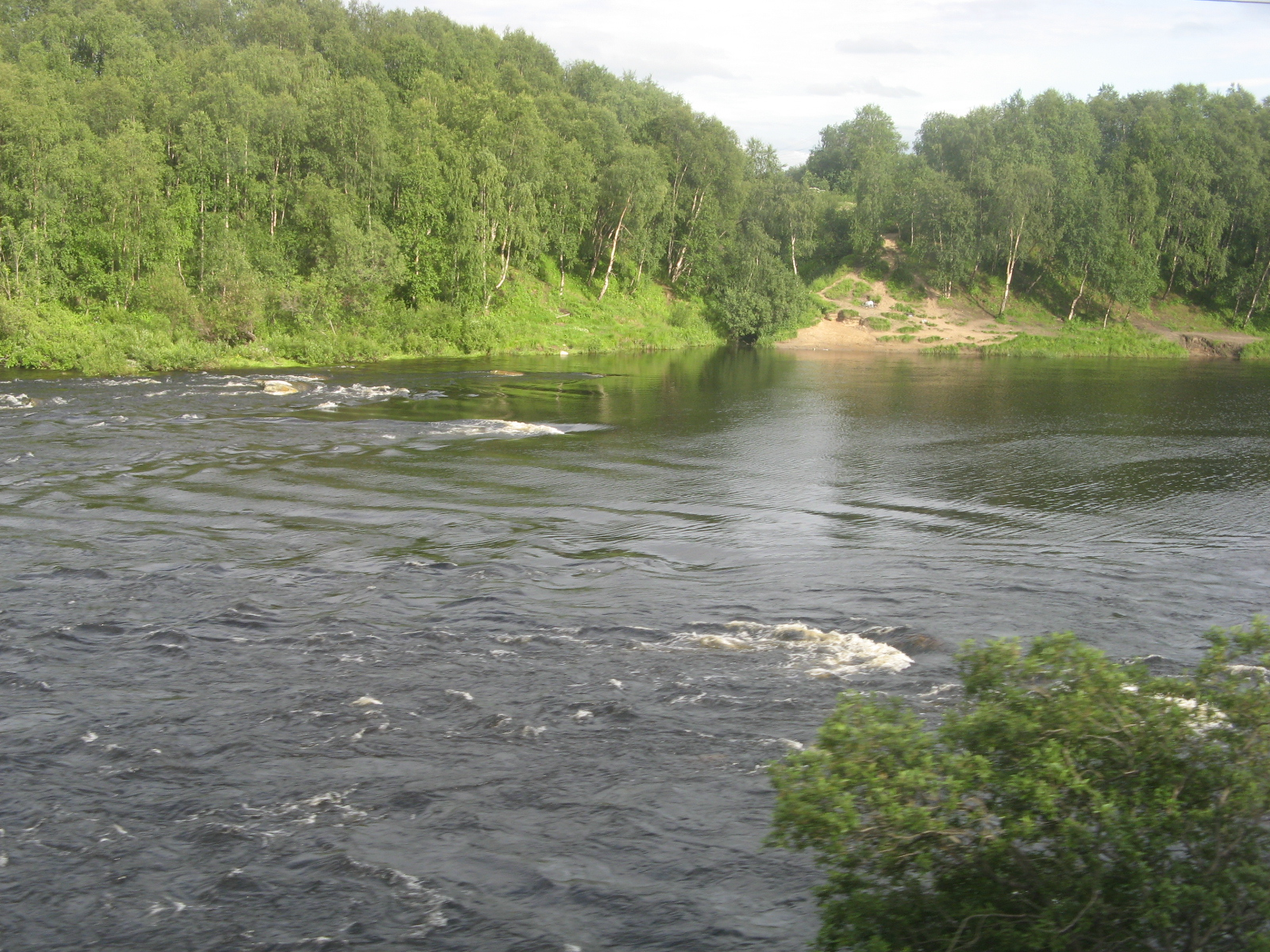
科拉河

科拉河（Кола）是俄羅斯的一条河流，位於摩爾曼斯克州內科拉半島，從海拔140米的發源地往北流，在摩爾曼斯克以南10公里注入巴倫支海的科拉灣，離圖洛馬河口1公里，河道全長83公里，流域面域3,850平方公里，河畔城鎮有科拉。圖洛馬河也在科拉附近注入科拉湾，它的入海口位于科拉河的入海口以西约一千米处。科拉河的平均入海口流量为每秒钟43.6立方米，但是随季节不同有很大波动。
53°49′N 155°56′E / 53.817°N 155.933°E